# Chikkabadardinni, Manvi
Chikkabadardinni là một làng thuộc tehsil Manvi, huyện Raichur, bang Karnataka, Ấn Độ.